# Lake Itasca
Der Lake Itasca ist der Quellsee des Mississippi in Minnesota, USA. Der rund 4,7 Quadratkilometer große Gletscherrandsee liegt im Südwesten vom Clearwater County im Itasca State Park.

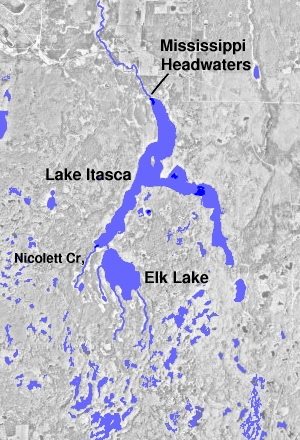
Karte

Rund 450 Meter über dem Meeresspiegel gelegen, weist der See eine durchschnittliche Tiefe von sechs bis elf Metern auf. Gespeist wird er vom Nicolett Creek und einem kleinen Zufluss des nahe gelegenen Elk Lake.
Nachdem ursprünglich der Cass Lake als Ursprung des Mississippi angenommen wurde, entdeckte Henry Rowe Schoolcraft 1832 den Lake Itasca als Quelle des Flusses, der von dort aus 3.770 Kilometer durch die Vereinigten Staaten fließt und bei New Orleans in den Golf von Mexiko mündet. Schoolcraft gab ihm den pseudo-indianischen Name Itasca, der wie ein Wort aus der Sprache der Anishinabe klingen sollte. Tatsächlich aber setzt er sich aus dem Lateinischen veritas (Wahrheit) und caput (Haupt) zusammen, bedeutet also so viel wie Wahres Haupt (des Mississippi).